# Тур Швейцарии 1959
23-я гонка Тура Швейцарии — шоссейная многодневная велогонка по дорогам Швейцарии проводилась с 12 по 18 июня 1959 года. Победу одержал немецкий велогонщик Ханс Юнкерман.

## Маршрут
Гонка состояла из 8 этапов, общей протяженностью 1317 километров.
| Этап | Дата   | Маршрут                 | type                    | Длина (км) | Победитель         | Лидер генеральной классификации |
| ---- | ------ | ----------------------- | ----------------------- | ---------- | ------------------ | ------------------------------- |
| 1    | 12 июн | Цюрих – Ароза           |                         | 211        | Рольф Граф         | Рольф Граф                      |
| 2    | 13 июн | Ароза – Ветцикон        |                         | 165        | Ханс Юнкерман      | Ханс Юнкерман                   |
| 3a   | 14 июн | Ветцикон – Зибнен       |                         | 72         | Курт Гимми         | Ханс Юнкерман                   |
| 3b   | 14 июн | Зибнен – Саттелегг      | индивидуальная разделка | 13         | Федерико Баамонтес | Ханс Юнкерман                   |
| 4    | 15 июн | Зибнен – Беллинцона     |                         | 208        | Antonio Uliana     | Ханс Юнкерман                   |
| 5    | 16 июн | Беллинцона – Кандерштег |                         | 221        | Федерико Баамонтес | Ханс Юнкерман                   |
| 6    | 17 июн | Кандерштег – Невшатель  |                         | 226        | Альсид Воше        | Ханс Юнкерман                   |
| 7    | 18 июн | Невшатель – Цюрих       |                         | 201        | Erwin Schweizer    | Ханс Юнкерман                   |

## Итоговое положение
| \| Генеральная классификация \| Генеральная классификация \| Генеральная классификация \| Генеральная классификация \| Генеральная классификация \| \| Гонщик \| Гонщик \| Команда \| Время \| \| \| ------------------------- \| ------------------------- \| ------------------------- \| ------------------------- \| ------------------------- \| \| 1-й \| Ханс Юнкерман \| Faema-Guerra \| 37ч 57' 24 \| \| \| 2-й \| Анри Англад \| Liberia-Hutchinson \| + 10' 19 \| \| \| 3-й \| Федерико Баамонтес \| \| + 10' 45 \| \| \| 4-й \| Марсель Тинацци \| \| + 12' 09 \| \| \| 5-й \| Жан Дотто \| \| + 16' 39 \| \| \| 6-й \| Фридхельм Фишеркеллер \| \| + 28' 18 \| \| \| 7-й \| Мартин Ван дер Борг \| \| + 32' 52 \| \| \| 8-й \| Курт Гимми \| \| + 35' 27 \| \| \| 9-й \| Жан-Клод Грет \| \| + 43' 06 \| \| \| 10-й \| Альфред Рюгг \| \| + 44' 47 \| \| |                       |                    |            |
| |                       |                    |            |
| |                       |                    |            |
| Генеральная классификация |                       |                    |            |
| Гонщик | Гонщик                | Команда            | Время      |
| 1-й | Ханс Юнкерман         | Faema-Guerra       | 37ч 57' 24 |
| 2-й | Анри Англад           | Liberia-Hutchinson | + 10' 19   |
| 3-й | Федерико Баамонтес    |                    | + 10' 45   |
| 4-й | Марсель Тинацци       |                    | + 12' 09   |
| 5-й | Жан Дотто             |                    | + 16' 39   |
| 6-й | Фридхельм Фишеркеллер |                    | + 28' 18   |
| 7-й | Мартин Ван дер Борг   |                    | + 32' 52   |
| 8-й | Курт Гимми            |                    | + 35' 27   |
| 9-й | Жан-Клод Грет         |                    | + 43' 06   |
| 10-й | Альфред Рюгг          |                    | + 44' 47   |

| Очковая классификация | Очковая классификация | Очковая классификация | Очковая классификация | Очковая классификация |
| Гонщик                | Гонщик                | Команда               | Очки                  |                       |
| --------------------- | --------------------- | --------------------- | --------------------- | --------------------- |
| 1-й                   | Ханс Юнкерман         | Faema-Guerra          | 72 очков              |                       |
| 2-й                   | Анри Англад           | Liberia-Hutchinson    | 121 очков             |                       |
| 3-й                   | Альфред Рюгг          |                       | 45 очков              |                       |

| Очковая классификация | Очковая классификация | Очковая классификация | Очковая классификация | Очковая классификация |
| Гонщик                | Гонщик                | Команда               | Очки                  |                       |
| --------------------- | --------------------- | --------------------- | --------------------- | --------------------- |
| 1-й                   | Ханс Юнкерман         | Faema-Guerra          | 72 очков              |                       |
| 2-й                   | Анри Англад           | Liberia-Hutchinson    | 121 очков             |                       |
| 3-й                   | Альфред Рюгг          |                       | 45 очков              |                       |

| Горная классификация | Горная классификация | Горная классификация | Горная классификация | Горная классификация |
| Гонщик               | Гонщик               | Команда              | Очки                 |                      |
| -------------------- | -------------------- | -------------------- | -------------------- | -------------------- |
| 1-й                  | Федерико Баамонтес   |                      | 60 очков             |                      |
| 2-й                  | Ханс Юнкерман        | Faema-Guerra         | 56 очков             |                      |
| 3-й                  | Анри Англад          | Liberia-Hutchinson   | 33 очков             |                      |

| Горная классификация | Горная классификация | Горная классификация | Горная классификация | Горная классификация |
| Гонщик               | Гонщик               | Команда              | Очки                 |                      |
| -------------------- | -------------------- | -------------------- | -------------------- | -------------------- |
| 1-й                  | Федерико Баамонтес   |                      | 60 очков             |                      |
| 2-й                  | Ханс Юнкерман        | Faema-Guerra         | 56 очков             |                      |
| 3-й                  | Анри Англад          | Liberia-Hutchinson   | 33 очков             |                      |